# Ялувка (гмина Михалово)
Ялу́вка (пол. Jałówka) — деревня в Белостокском повете Подляского воеводства Польши. Входит в состав гмины Михалово. По данным переписи 2011 года, в деревне проживало 305 человек.

## География
Деревня расположена на северо-востоке Польши, вблизи польско-белорусской границы, на расстоянии приблизительно 53 километров (по прямой) к востоку от города Белостока, административного центра повета. Абсолютная высота — 159 метров над уровнем моря. Через деревню проходит автодорога 686.

## История
В конце XVIII века Ялувка входила в состав Волковысского повета Новогрудского воеводства Великого княжества Литовского. Согласно «Указателю населенным местностям Гродненской губернии, с относящимися к ним необходимыми сведениями», в 1905 году в местечке Яловка проживало 1543 человека. В административном отношении местечко являлось административным центром Шимковской волости Волковысского уезда (4-го стана).

В период с 1975 по 1998 годы Ялувка являлась частью Белостокского воеводства.